# Rosetta (miasto)
Rosetta, Rosette (arab. Raszid) – miasto portowe w Egipcie nad jednym z ramion delty Nilu o tej samej nazwie, w pobliżu Morza Śródziemnego, 65 km na wschód od Aleksandrii, w muhafazie Al-Buhajra. Założone ok. 870 roku.
W 1799 w Rosetcie znaleziono granitową płytę z trójjęzycznym napisem tzw. kamień z Rosetty, który stał się podstawą do odczytania hieroglifów.
W mieście rozwinął się przemysł spożywczy, włókienniczy oraz tytoniowy.